# Cumont
Cumont ist eine französische Gemeinde mit 51 Einwohnern (Stand 1. Januar 2022) im Département Tarn-et-Garonne in der Region Okzitanien. Sie gehört zum Kanton Beaumont-de-Lomagne und zum Arrondissement Castelsarrasin. 
Sie grenzt im Nordwesten an Castéron, im Norden an Glatens, im Nordosten an Lamothe-Cumont, im Südosten an Gimat, im Süden an Marignac und im Westen an Pessoulens.

## Bevölkerungsentwicklung
| Jahr      | 1962 | 1968 | 1975 | 1982 | 1990 | 1999 | 2008 | 2015 |
| --------- | ---- | ---- | ---- | ---- | ---- | ---- | ---- | ---- |
| Einwohner | 101  | 82   | 76   | 51   | 56   | 58   | 65   | 53   |